# Ivana Jorović
Ivana Jorović (ur. 3 maja 1997 w Čačaku) – serbska tenisistka, finalistka juniorskich French Open 2014 w grze pojedynczej i Australian Open 2014 w grze podwójnej.

## Kariera tenisowa
Zadebiutowała pod koniec 2011, a w swoim drugim starcie w turniejach juniorskich triumfowała podczas imprezy w Belgradzie. W czerwcu 2012 po raz pierwszy wystąpiła w turnieju rangi ITF, dochodząc do półfinału w Prokuplje. W październiku tego samego roku odniosła pierwsze turniejowe zwycięstwo, zdobywając tytuł w Szarm el-Szejk. W czerwcu 2013 dodała do swej kolekcji wygraną w Nisz. W październiku tego samego roku wygrała dużą juniorską imprezę w Osace, pokonując w finale Warwarę Flink. W kolejnych dwóch tygodniach wygrała dwa turnieje rangi ITF w Szarm el-Szejk. Na koniec roku dotarła do finału prestiżowego Orange Bowl, w którym uległa Warwarze Flink 1:6, 6:2, 4:6. W styczniu 2014, grając w parze z Katie Boulter, dotarła do finału gry podwójnej dziewcząt podczas Australian Open, w którym brytyjsko-serbska para przegrała z Anheliną Kalininą i Jelizawietą Kuliczkową 4:6, 2:6. W tym samym roku na French Open Serbka zanotowała finał, w którym uległa Darji Kasatkinie 7:6(5), 2:6, 3:6.

## Wygrane turnieje rangi ITF
| turnieje z pulą nagród 100 000 $ |
| turnieje z pulą nagród 75 000 $  |
| turnieje z pulą nagród 50 000 $  |
| turnieje z pulą nagród 25 000 $  |
| turnieje z pulą nagród 15 000 $  |
| turnieje z pulą nagród 10 000 $  |

### Gra pojedyncza
|     | Data       | Turniej           | ($)     | Naw.            | Finalistka                | Wynik            |
| 1.  | 01/10/2012 | Szarm el-Szejk    | 10 000  | twarda          | Jasmin Steinherr          | 6:4, 6:2         |
| 2.  | 17/06/2013 | Nisz              | 10 000  | ziemna          | Doroteja Erić             | 6:4, 4:6, 6:3    |
| 3.  | 04/11/2013 | Szarm el-Szejk    | 10 000  | twarda          | Janina Toljan             | 6:0, 6:2         |
| 4.  | 11/11/2013 | Szarm el-Szejk    | 10 000  | twarda          | Arabela Fernández Rabener | 6:2, 6:4         |
| 5.  | 22/11/2014 | Nowe Delhi        | 50 000  | twarda          | Barbara Haas              | 6:2, 6:2         |
| 6.  | 08/11/2015 | Stambuł           | 25 000  | twarda          | Jana Fett                 | 6:3, 7:5         |
| 7.  | 22/11/2015 | Zawada            | 25 000  | dywanowa (hala) | Mihaela Buzărnescu        | 6:2, 6:2         |
| 8.  | 20/12/2015 | Ankara            | 50 000  | twarda          | Çağla Büyükakçay          | 7:6(3), 3:6, 6:2 |
| 9.  | 03/04/2016 | Croissy-Beaubourg | 50 000  | twarda          | Pauline Parmentier        | 6:1, 4:6, 6:4    |
| 10. | 25/12/2016 | Ankara            | 50 000  | twarda          | Witalija Djaczenko        | 6:4, 7:5         |
| 11. | 15/04/2018 | Obidos            | 25 000  | dywanowa        | Miriam Kolodziejová       | 6:1, 6:2         |
| 12. | 11/11/2018 | Shenzhen          | 100 000 | twarda          | Zheng Saisai              | 6:3, 2:6, 6:4    |
| 13. | 03/03/2019 | Osaka             | 25 000  | twarda          | Lu Jiajing                | 6:3, 5:7, 6:2    |

## Finały juniorskich turniejów wielkoszlemowych

### Gra pojedyncza (1)
| Końcowy wynik | Rok  | Turniej     | Nawierzchnia | Przeciwniczka   | Wynik finału     |
| Finalistka    | 2014 | French Open | Ceglana      | Darja Kasatkina | 7:6(5), 2:6, 3:6 |

### Gra podwójna (1)
| Końcowy wynik | Rok  | Turniej         | Nawierzchnia | Partnerka     | Przeciwniczki                            | Wynik finału |
| Finalistka    | 2014 | Australian Open | Twarda       | Katie Boulter | Anhelina Kalinina Jelizawieta Kuliczkowa | 4:6, 2:6     |